# 기계식 키보드

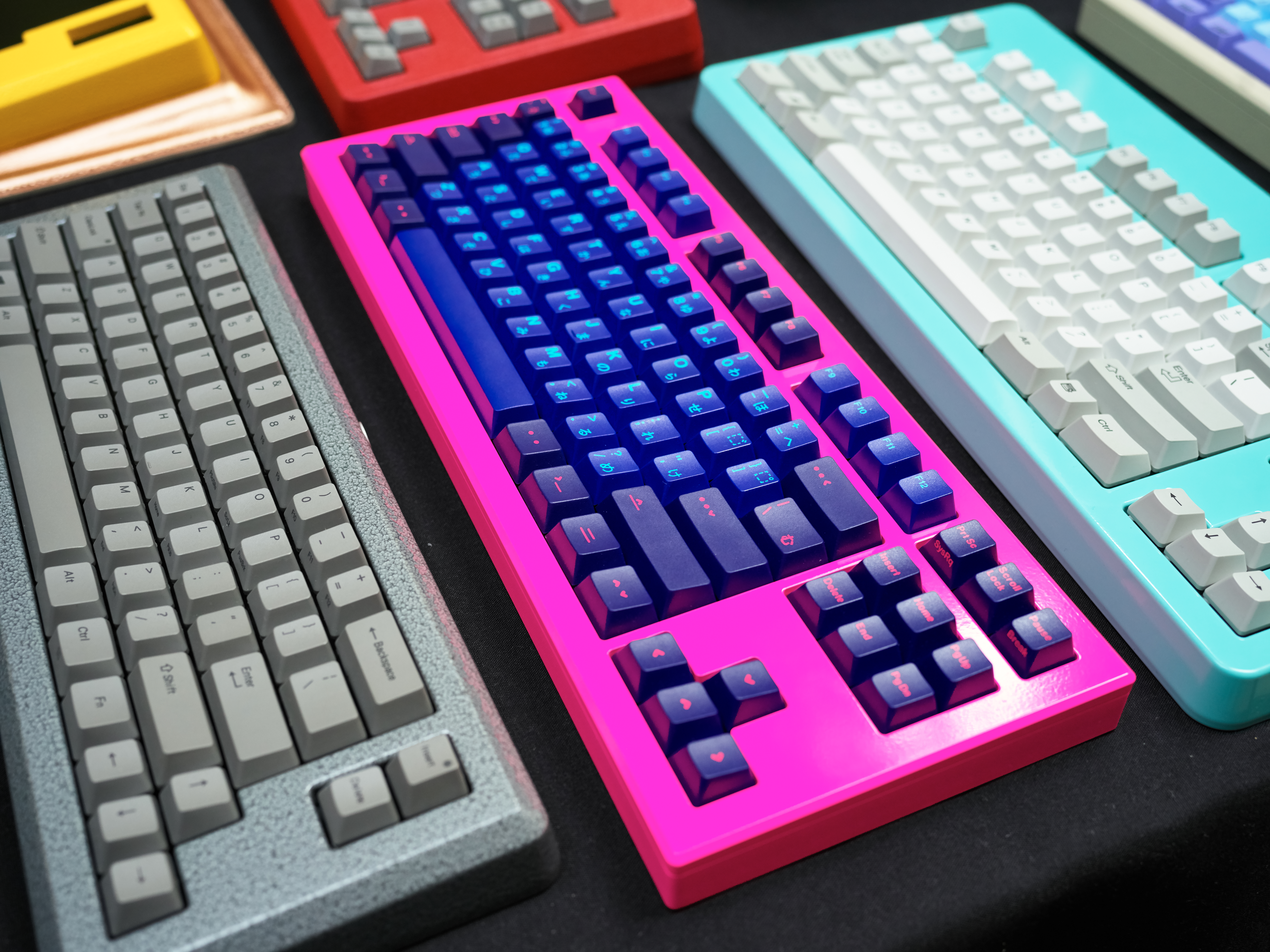
다양한 외관의 기계식 키보드들

기계식 키보드(영어: mechanical keyboard)는 컴퓨터 자판의 한 종류로서 각각의 키가 축, 스프링 등으로 이루어진 스위치를 통해 작동한다.

## 개요
기계식 키보드는 스프링과 기타 부품을 이용하여 만든 스위치들이 자판 각각의 버튼을 구성하고, 스위치를 누르면 기판에서 입력을 인식한다. 멤브레인 입력 방식의 키보드보다 내구성이 우수하나 대체로 가격이 비싸다. 가령 멤브레인 키보드가 하나의 키마다 1천만 번의 입력이 가능한 데 비하여, 대표적으로 기계식 키보드의 스위치와 키보드를 제작하는 독일의 ZF Friedrichsafen AG의 브랜드인 체리는 자사의 스위치가 스위치 당 5천만 번의 입력이 가능하다고 주장한다.

## 스위치 방식에 따른 분류

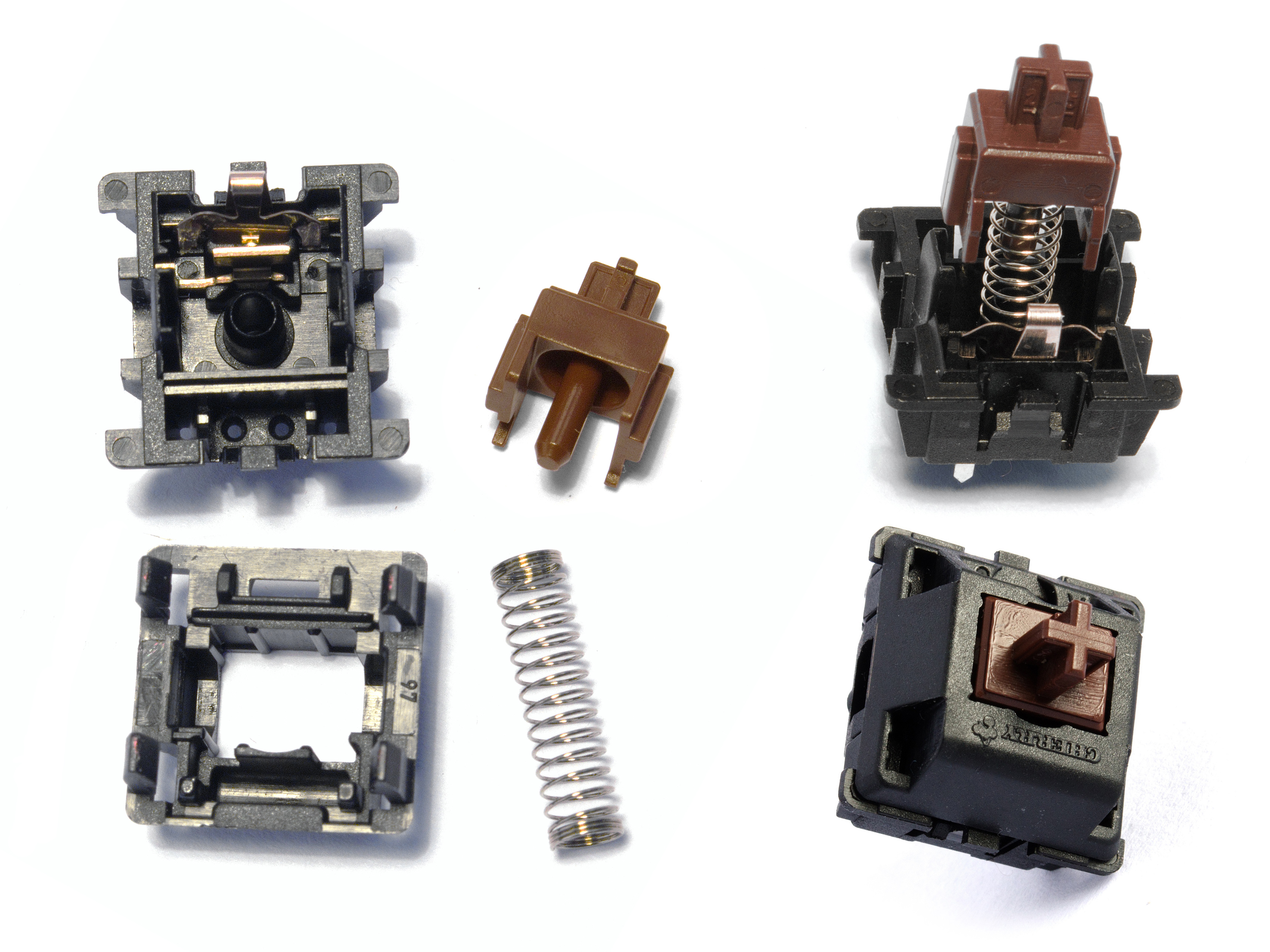
기계식 키보드에 사용되는 스위치의 모습과 그 부품 (택타일, 체리 MX)

스위치를 분류하는 방식은 여러가지가 있으나, 대체로 스위치의 구조에 따라 클리키(clicky), 택타일(tactile), 리니어(linear) 스위치의 세 가지로 분류한다.

### 클리키
스위치의 구성품인 슬라이더(slider)는 실제로 사용자가 누른 플런저 스템(plunger stem)과 필라멘트(filament)에 닿는 플로팅 피스(floating piece)의 두 부분으로 되어 있다. 사용자가 플런저를 아래로 누르면 필라멘트가 완전히 회로를 닫을 때까지 플로팅 피스가 아래로 밀려나는데, 이때 플로팅 피스가 딸깍 소리를 낸다. 이 스위치는 구분감이 확실하고 플로팅 피스가 걸쇠와 함께 소음을 발생시킨다. 사용자가 클릭 소리가 날 때까지 키를 누르면, 끝까지 스위치를 누를 필요 없이 키를 입력할 수 있다.

### 택타일
택타일 스위치는 클리키와 구조적으로 유사하나, 플로팅 피스가 없어 플런저 스템이 걸쇠에 걸리는 느낌만 난다. 때문에 사용자가 약간의 구분감을 느낄 수 있지만 클리키와 같은 소리가 나지는 않으며, 멤브레인 키보드에 가장 가까운 느낌을 준다.

### 리니어
리니어 스위치는 걸쇠에 플런저 스템이 걸리지 않아 스프링을 누르는 반발력만이 일정하게 느껴진다.

## 키압
일반적인 기계식 키보드 축 스펙

| 축   | 키압(cN)                  | 음량      |
| 적축 | 45{\displaystyle \pm } cN | 보다 작음 |
| 황축 | 50{\displaystyle \pm } cN | 보다 작음 |
| 백축 | 55{\displaystyle \pm } cN | 보통      |
| 갈축 | 55{\displaystyle \pm }cN  | 작음      |
| 청축 | 60{\displaystyle \pm }cN  | 큼        |
| 흑축 | 60{\displaystyle \pm }cN  | 아주 작음 |
| 녹축 | 70{\displaystyle \pm }cN  |           |
| 회축 | 80{\displaystyle \pm }cN  |           |

## 같이 보기
- 마우스